# Emanuel Fabian de Brunck
Emanuel Fabian de Brunck, född 2 mars 1760, död 9 juni 1820 i Visby, var en svensk skärgårdsflotteofficer.
Emanuel Fabian de Brunck var son till kommerserådet i dansk tjänst Gustav de Brunck som avled då Emanuel Fabian var endast 15 år gammal. Han blev kadett vid kadettkåren i Karlskrona 1769 samtidigt som han erhöll privat undervisning. Brunck blev 1775 lärstyrman utan lön vid galärflottan i Stockholm, erhöll 1776 högbåtsmans lön och var kommenderad som uppbördskonstapel på örlogsjakten Lovisa Ulrika vid Gustav III:s resa till Sankt Petersburg i maj 1777. Han undergick officersexamen sommaren 1778 och blev därefter fänrik vid arméns flotta med bibehållande av underofficers lön, från 1782 var han fänrik vid livkompaniet av Västmanlands regemente. Brunck blev 1786 befordrad till löjtnant.
Vid utbrottet av Gustav III:s ryska krig medföljde han regementet till Finlnad, där han 21 juli placerades vid Strömsholms kompani med löjtnants lön. Med regementet deltog han i landstigningen vid Brakila 3-4 augusti 1788 som var ett led i anfallet mot Fredrikshamn, vilket dock måte avbrytas på grund av händelserna vid Hussula. Under vintern 1789-1790 var han permitterad till Sverige. Under den blodiga striden vid Råberget 20 maj 1790 förde han befälet över avantgardet vid överstelöjtnant E. L. Armfelts detachement, som bestod av en bataljon västmanlänningar och finska jägarbataljonen.
Hans befordran gick dock trögt, 1795 begärde de Brunck, vars hälsa då var vacklande och erhöll avsked med kaptens namn, heder och värdighet. Efter sitt avsked fungerade han bland annat 1800 som uppsikts- och uppbördsman vid provisoriska sjukhuset under lägret vid Strömsholm 1800 och försökte även försörja sig som översättare.
Vid mobiliseringen av arméns flotta 1808 i samband med utbrottet av finska kriget uppstod en brist på officerare. I samband med det återinträdde de Brunck i tjänst som konstituterad löjtnant med kaptens tjänsteställning. Han visade sig snart som en av skärgårdsflottans bästa officerare. De Brunck erhöll befälet över femte kanonslupsdivisionen, som bestod av fyra nybyggda slupar, och avgick natten 19-20 juni för att förena sig med huvudstyrkan, som tidigare under konteramiralen Claes Hjelmstjerna avgått till Åbo skärgård. De var framme redan 26 juni, utan att ha haft mer än 20 timmars god vind. Föreningen ägde rum vid Korpo Berg, och de Brunck deltog därefter i stiderna vid Hankholmen 30 juni och Bockholmssund 4 juli.
Den övervikt som svenskarna dittills haft rubbades dock då genom ryska förstärkningar anlände söderifrån längs kusten. Natten 17-18 juli sändes de Brunck att förstärka P. A. Sölfverarms grupp, vilken vid Sandöström skulle möta de ryska förstärkningarna. 19 juli var de Brunck framme, och 21 juli deltog han det blodiga striderna vid Tallholmen, där han sårades. Resultatet av striden blev att Sölfverarm måste dra sig tillbaka till mynningen av Sandöström, där befälet övertogs av överstelöjtnant Önnert Jönsson, som av Claes Hjelmstjerna sänts med förstärkningar. 2 augusti anföll ryssarna i det som blev skärgårdsslaget vid Sandöström. Striden blev hård, men Jönsson måste på grund av bristande understöd från land dra sig tillbaka. Under reträtten fick de Brunck uppdraget att bilda arriärgarde. Sedan de båda ryska avdelningarna förenats, tvingades den svenska skärgårdsflottan att lämna Åbo skärgård och dra sig tillbaka till Små Sottunga. Under reträtten lyckades han genom envist motstånd rädda två slupar som blivit innestängda i en vik från att tas av ryssarna. För denna bragd utnämndes han till riddare av svärdsorden. Även i striden i Grönvikssund 30 augusti, där överstelöjtnant Johan Ludvig Brant slog tillbaka de framträngande ryssarna deltog de Brunck med utmärkelse.
I samband med lanstigningsförsöken i Åbo norra skärgård, avdelades de Bruncks division till skydd av landstigningarna vid Östansjö 14 september och vid Varanpää norra udde 17 september, troligen även vid Helsinge 26-27 september. 3 september var skärgårdsflottan åter samlad i Grönvikssund. En ny indelning ägde nu rum, och de Bruncks eskader tilldelades andra brigaden under major K. J. Sjöholm. Hösten medförde utbredd sjukdom bland manskapet, och troligen insjuknade även de Brunck, 20 oktober hade befälet lämnats över till hans ställföreträdare.
Året därpå var han åter i tjänst han deltog med sin division i expeditionen till Västerbotten. Här deltog han 18 augusti i försöket att i ryssarnas rygg förstöra bron vid Umeå, vilket misslyckade på grund av bristande samverkan med armén, och deltog därefter i försvaret av Ratan 20 augusti. Han utmärkte sig vid bägge dessa tillfällen.
Vid fältstatens upplösning efter kriget stod de Brunck utan tjänst. 1815 utsågs han till styresman med grad av understyresman över salpetersjuderiväsendet på Gotland.